# Asger Leth
Asger Leth (* 13. Mai 1970 in Kopenhagen) ist ein dänischer Filmregisseur und Drehbuchautor.

## Leben und Wirken
Asger Leth ist der Sohn der Filmeditorin Ann Bierlich und des Filmemachers und Dichters Jørgen Leth. Seine Halbschwester war die 2007 verstorbene Schauspielerin Stine Bierlich.
Der studierte Jurist hat das Regie führen autodidaktisch erlernt.
Asger Leth war 2003 als Ko-Autor am Film The Five Obstructions (Originaltitel: De fem benspænd) beteiligt. In diesem Langfilm versucht sich Jørgen Leth an Neuinterpretationen seines bekanntesten Kurzfilms Det perfekte menneske/Der perfekte Mensch von 1967. Lars von Trier gibt Beschränkungen vor, wie der Film neu umzusetzen sei.
2006 wurde er als Regisseur für seinen ersten Dokumentarfilm Ghosts of Cité Soleil von der Directors’ Guild of America ausgezeichnet. 
2011 drehte er sein Spielfilmdebüt Ein riskanter Plan (Originaltitel: Man on a Ledge), einen US-amerikanischen Thriller.
Asger Leth arbeitet vor allem als Werbefilmregisseur. Seine Karriere für TV- und Kinospots begann er als persönliche Assistenz seines besten Freundes Nicolai Fuglsig. Als Regisseur realisierte er Werbespots für das Wettbüro «Danish Games», eine internationale Werbespot-Serie für Carlsberg und eine Kampagne gegen Sex-Tourismus. Für Mercedes gestaltete Leth als Regisseur den Web-Special «Concert in E», eine preisgekrönte interaktive Werbekampagne für die Mercedes E-Klasse. Für die Deutsche Telekom drehte er den Episodenfilm Move On.

## Filmografie
- 2003: The Five Obstructions (Originaltitel: De fem benspænd) (Drehbuch)
- 2006: Ghosts of Cité Soleil
- 2012: Move On (Werbekooperation)
- 2012: Ein riskanter Plan (Originaltitel: Man on a Ledge)